# Tazio Nuvolari
Tazio Giorgio Nuvolari (Castel d'Ario, 16 novembre 1892 – Mantova, 11 agosto 1953) è stato un pilota automobilistico e pilota motociclistico italiano.
La sua carriera sportiva abbraccia un trentennio dal 1920 al 1950, con l'interruzione di oltre sei anni a causa del secondo conflitto mondiale. Viene citato dai giornalisti e dagli appassionati con gli pseudonimi di "Mantovano volante" e "Nivola".
Nuvolari è riconosciuto come uno dei maggiori piloti della storia dell'automobilismo: tuttora viene ricordato e ammirato per le sue qualità da pilota.

## Biografia
(Ferdinand Porsche)

### Gli inizi

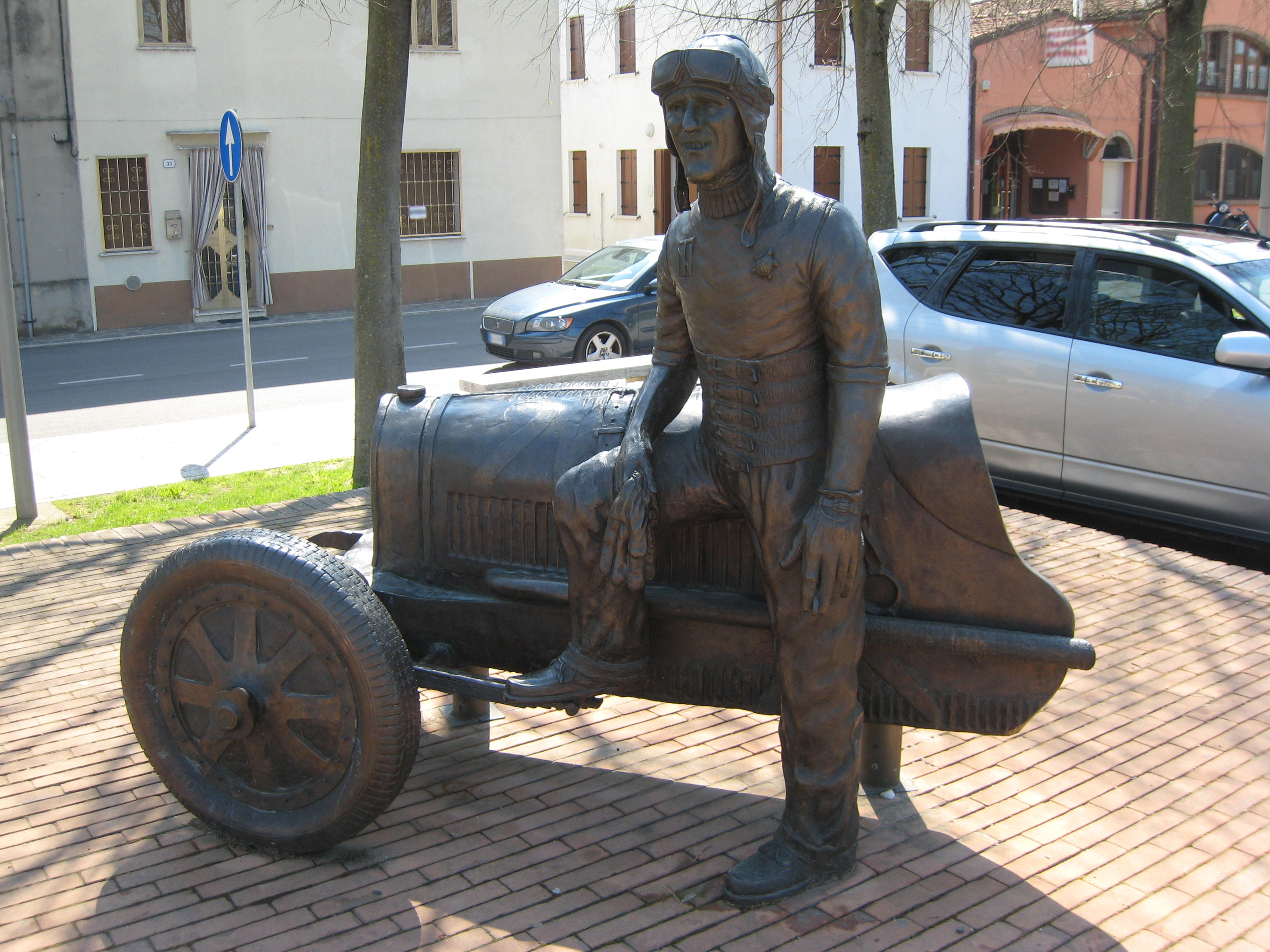
Monumento a Nuvolari nella natìa Castel d'Ario

Figlio di Arturo, agricoltore benestante, e di Elisa Zorzi, il piccolo Tazio crebbe nel mito sportivo del padre e dello zio Giuseppe, entrambi valenti ciclisti, celebri per aver dominato la riunione ciclistica internazionale di Nizza del 1893. In particolare fu lo zio che lo iniziò al motorismo, facendogli guidare le sue motociclette fin da bambino. Il padre ebbe un'influenza decisiva per la formazione del suo carattere. Racconta infatti che all'età di 8 anni, nel cortile della Corte Ronchesana, la fattoria di famiglia, si avvicinò troppo a un cavallo che lo colpì con un calcio. Le conseguenze non furono gravi, ma tanto bastò: non si avvicinava ai cavalli. Il padre, per spronarlo a vincerne la paura, lanciò tra gli zoccoli del cavallo una moneta d'oro, aggiungendo: «Se vuoi, prendila». Tazio si fece coraggio e riuscì a raccogliere la moneta. Commentando l'episodio, da grande diceva: «Quel giorno smisi di aver paura delle cose e della paura stessa».
Durante la prima guerra mondiale fu autiere nel Servizio automobilistico dell'Esercito, in forza alla sezione Sanità della 22ª Divisione, inquadrata nella Terza Armata del Duca d'Aosta. Nel 1917 sposò Carolina Perina, dopo la classica fuitina e solo con cerimonia civile, modalità all'epoca inconsueta, quasi scandalosa.
Nel 1920, a 27 anni, ottenne la licenza di pilota di moto da corsa; molte biografie retrodatano il fatto al 1915, ma i cartellini stampati in tale anno per i piloti dal Moto Club d'Italia furono riutilizzati dopo la guerra, semplicemente aggiornandoli con correzioni a mano, sicché non è possibile stabilire la data esatta.

### Gli esordi nel professionismo tra auto e motocicletta (1921-1924)
La sua carriera in moto iniziò il 20 giugno 1920 sul Circuito Internazionale Motoristico di Cremona, ma si ritirò dalla gara. Contemporaneamente prese parte anche alle sue prime gare in auto, con l'Ansaldo 4CS di famiglia e vinse la prima gara il 20 marzo 1921, la Coppa di Verona. A causa però dei minori costi del motociclismo e del maggior numero di gare a disposizione, Nuvolari decise di dedicarsi soprattutto alle due ruote. Nel 1922 prese parte a poche gare, senza risultati di grande rilievo, tra cui il raid Nord-Sud in cui dovette ritirarsi per problemi meccanici; ma lo stesso anno gli fu offerta una vettura dalla Scuderia Moschini di Mantova, una SCAT con motore Hispano-Suiza messa a punto da un giovane e sconosciuto meccanico, Amedeo Gordini, che negli anni a venire si affermò come costruttore di auto da corsa.
L'anno seguente ottenne la vittoria in una gara di Busto Arsizio a bordo della sua Norton; ciò gli valse il primo contratto da professionista, firmato per la Indian. Nelle intenzioni della Nagas & Ray, l'importatore italiano, Nuvolari avrebbe dovuto fare da gregario ad Amedeo Ruggeri, pilota di punta della scuderia, ma in più occasioni non rispettò gli ordini di squadra e a fine stagione, anche per la difficile convivenza con il compagno, il contratto non gli fu rinnovato.
Grazie all'amicizia con Deo Chiribiri, pilota e comproprietario della Chiribiri, Tazio riuscì a procurarsi immediatamente un'auto. Nel 1924, sul circuito del Tigullio, fu protagonista di una vittoria rocambolesca: condusse una gara estremamente tirata, uscendo spesso di pista e fermandosi, in alcuni casi, a picco sul mare. A pochi chilometri dall'arrivo un distacco della ruota della sua Bianchi Tipo 18 lo fece cappottare in un fosso. Il meccanico che era con lui era stordito e non poteva riparare la vettura, quindi Nuvolari chiese aiuto agli spettatori. Dopo averla sistemata alla meno peggio, ripartì e vinse. Gli spettatori al traguardo assistettero dunque al vittorioso arrivo di un'auto praticamente sui cerchioni, senza seggiolino di guida né volante, sostituito da Nuvolari con una chiave inglese, col meccanico svenuto al fianco. A questo successo seguirono altre due affermazioni nella 150 cc nelle gare di Savio (occasione in cui conobbe Enzo Ferrari) e Polesine.
Riprese a gareggiare anche nel motociclismo, sempre con la sua Norton, e ottenne risultati strabilianti: a bordo di un mezzo da 500 cc rivaleggiava con piloti su moto da 1000 cc e riuscì ad affermarsi a Mantova e a Cremona. Queste prestazioni gli valsero le attenzioni di Gianfernando Tommaselli, all'epoca direttore generale della Bianchi, che decise di ingaggiarlo. Il binomio Bianchi-Nuvolari fu la strada al successo per Tazio.

### I successi con la Bianchi (1924-1927)
L'ingaggio di Nuvolari era inizialmente previsto per sviluppare la nuova Bianchi "Freccia Celeste" di 350 cm³, con cui il mantovano avrebbe dovuto esordire al Giro motociclistico d'Italia. Nonostante alla prima tappa il pilota avesse fatto registrare il miglior tempo, problemi di vario tipo lo afflissero successivamente, tanto che riuscì a imporsi solamente un'altra volta nella tratta Macerata-Treviso. Nonostante nelle corse seguenti i risultati continuassero a latitare, Nuvolari conquistò a bordo della sua Norton privata un'altra vittoria a Tortona. Gli fu infine rinnovato il contratto per il 1925, in cui avrebbe corso in esclusiva per la Bianchi.
La stagione seguente iniziò molto bene per Nuvolari, che si impose all'esordio sul Circuito Ostiense e inanellò una serie di confortanti risultati, tra cui il quarto posto a Perugia in cui si mise in luce con una furiosa rimonta nei confronti dei leader della gara dopo essere stato attardato dalla rottura del serbatoio dell'olio. Vinse anche a Padova e sul Circuito del Lario nella classe 350 cm³, dopo un combattuto duello con il rivale Pietro Ghersi. A settembre era in programma il Gran Premio motociclistico delle Nazioni; mentre Nuvolari si trovava all'Autodromo di Monza per effettuare dei test in preparazione della corsa, l'Alfa Romeo aveva convocato diversi piloti perché cercava il sostituto di Antonio Ascari, deceduto durante il Gran Premio di Francia. Al termine delle prove in moto, Nuvolari ottenne di provare la vettura: dopo aver eguagliato il tempo fatto registrare da Ascari l'anno precedente, uscì di strada ribaltandosi in una scarpata. Fu trasportato in ospedale dove gli vennero diagnosticate alcune costole incrinate, diverse contusioni e lacerazioni dovute al fil di ferro su cui era atterrato. Fortemente determinato a correre comunque il Gran Premio motociclistico in programma la settimana successiva, contro il parere dei medici, Nuvolari si fece dimettere e ottenne dalla direzione di gara di farsi ammettere alla corsa partendo in ultima fila. Dopo essersi fatto ricoprire di fasciature e aiutato dai meccanici a salire in moto, visto che non si reggeva in piedi, vinse sfruttando la sua abilità sul bagnato e laureandosi campione d'Europa nella classe 350. Gli fu quindi rinnovato il contratto per l'anno successivo, ma Tommaselli fece inserire una clausola che impediva a Nuvolari di partecipare alle competizioni automobilistiche, pena la risoluzione del rapporto.
Il 1926 iniziò in maniera difficile, con i collaudi della nuova moto che procedettero a rilento, e l'unico risultato fu la vittoria di classe al Gran Premio di Roma, in cui sfiorò anche il successo assoluto arrivando secondo dietro a Ghersi, che disponeva di una moto più potente. Lo stesso anno fu anche protagonista di un brutto incidente sul circuito di Solitude e in Italia rimbalzò la voce della sua morte, cosicché la Bianchi mandò Sirtori come emissario in Germania per verificare la situazione; Nuvolari in realtà era stato dimesso dall'ospedale e stava tornando in patria quando fu intercettato nella stazione di Stoccarda. L'incidente lasciò però alcuni strascichi che lo costrinsero a saltare il Tourist Trophy, con suo grande rammarico. Le gare seguenti non gli riservarono grandi fortune, fino alla corsa del Lario, a partire dalla quale riportò quattro vittorie consecutive di categoria che gli permisero di laurearsi Campione Italiano Assoluto.
Nonostante l'enorme popolarità conseguita nel mondo delle due ruote e il soprannome di Campionissimo che gli venne attribuito, Nuvolari era sempre più attratto dalle corse automobilistiche e nel corso del 1927 si preparò a rompere l'esclusiva che lo legava alla Bianchi. Già a marzo infatti nacquero screzi con Tommaselli per la partecipazione del mantovano alla Mille Miglia; Nuvolari si era infatti accordato per disputare la gara su una Chiribiri, ma di fronte all'opposizione della squadra dovette scendere a compromessi e corse alla guida di una Bianchi Tipo 20, finendo quinto. Al contempo continuava a gareggiare in motocicletta, imponendosi a Lugo e a Macerata. Per alternare le auto alle moto, Nuvolari acquistò una Bugatti T35C, facendo il suo esordio alla Coppa della Perugina, dove fu terzo nonostante uno strappo alla schiena. Pochi giorni più tardi era in programma una corsa motociclistica a Verona e si fece fare un'iniezione di morfina per attenuare il dolore; riuscì a vincere battendo piloti che disponevano di mezzi con cilindrata superiore. Il 12 giugno ottenne poi un prestigioso successo al Reale Premio di Roma, disputando una corsa molto regolare dopo essere passato in testa alle prime battute di gara; per Nuvolari era la prima vittoria in un Gran Premio automobilistico di rilievo. Lo stesso anno partecipò al Gran Premio d'Italia, riuscendo a superare le fasi eliminatorie, ma fu costretto al ritiro. Entro la fine dell'anno si impose anche nella categoria 350 cm³ del Gran Premio motociclistico delle Nazioni.

### Scuderia Nuvolari (1928-1929)

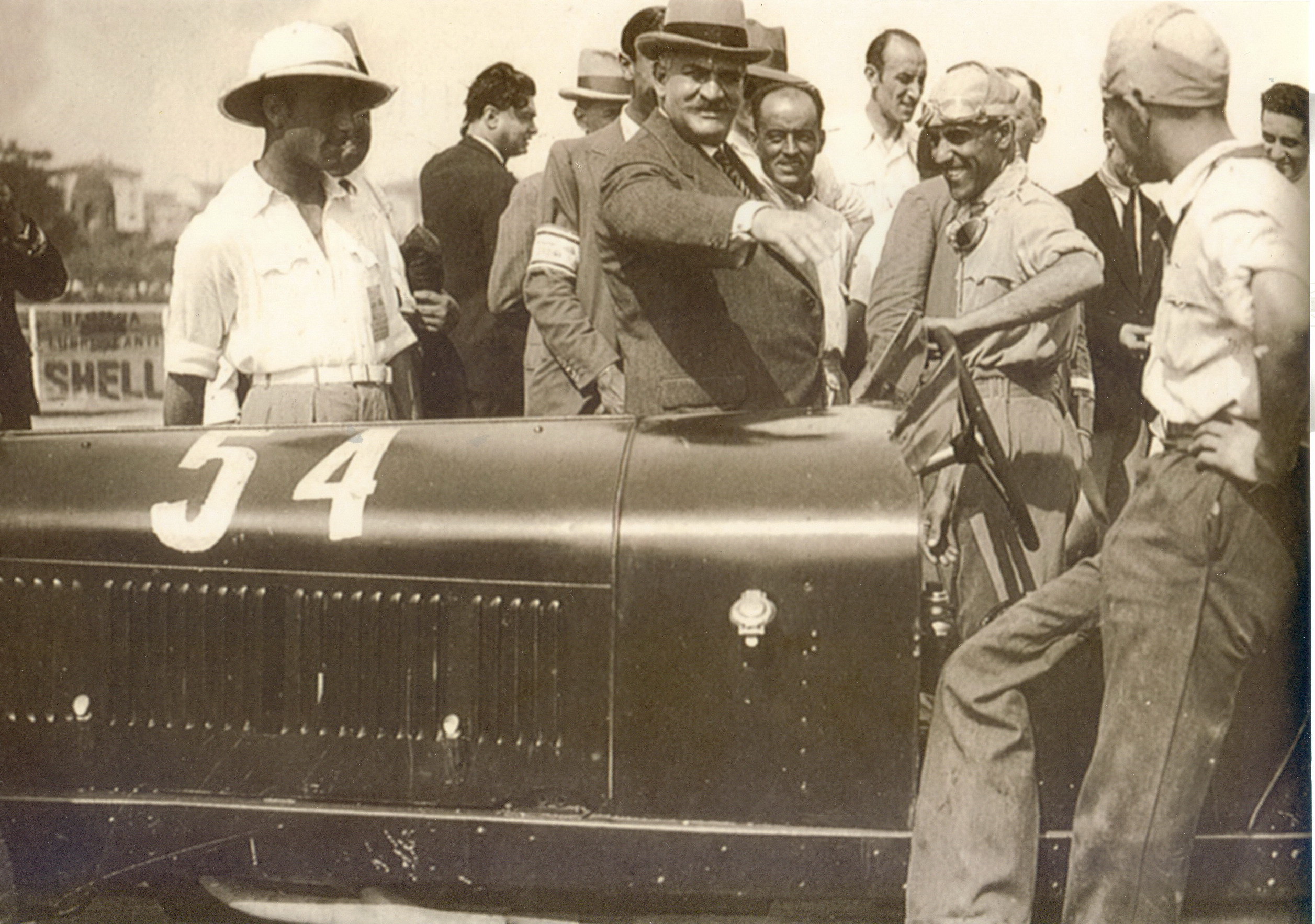
Da destra: Nuvolari e Costanzo Ciano alla Coppa Ciano di Montenero (Livorno) chiusa dal pilota al secondo posto, 27 luglio 1929

Nell'inverno del 1927 Nuvolari decise di creare una propria squadra automobilistica per disputare i vari Gran Premi: acquistò quindi quattro Bugatti, di cui due rimasero a sua disposizione e le altre vennero cedute all'amico e rivale Achille Varzi, passato all'automobilismo dietro le insistenze del mantovano, e a Cesare Pastore. Per finanziarsi vendette un podere ereditato dal padre.
La stagione iniziò trionfalmente: Nuvolari si impose al Gran Premio di Tripoli, conquistando il primo successo internazionale. Due settimane più tardi ottenne un'altra vittoria al Circuito del Pozzo a Verona: dopo aver superato il favorito Pietro Bordino al secondo passaggio, in una gara disputata in condizioni estreme, giunse primo con una media di 115 km/h. Lo stesso anno partecipò alla Mille Miglia, in cui dominò il primo tratto di gara, ma a seguito di un aspro duello con Brilli-Peri concluse sesto. Riportò anche altri successi in auto ad Alessandria e a Messina e ottenne il secondo posto alla Coppa Montenero. Al Gran Premio d'Italia poi, guidando una monoposto sistemata alla meno peggio e che nelle prove aveva dimostrato scarsa competitività, concluse terzo, tenendosi dietro concorrenti dotati di mezzi ben più potenti; l'impresa fu esaltata dalla stampa nazionale. Continuava comunque le corse in moto, imponendosi per la terza volta consecutiva al Gran Premio delle Nazioni alla guida della sua Bianchi e ripetendosi al Circuito del Tigullio.
Frattanto Nuvolari sapeva di disporre di un mezzo ormai obsoleto e decise di ingaggiare un giovane ingegnere, Alberto Massimino, per modificare la sua 35C e renderla più efficiente. La vettura, rinominata Bugatti-TN, si rivelò disastrosa e Nuvolari decise di correre le prime gare stagionali con la macchina vecchia. Al Reale Premio di Roma l'inferiorità e la scarsa affidabilità del suo mezzo risultarono evidenti. Il 1929 fu un anno molto difficile per il mantovano, che trascurò l'attività di pilota dedicandosi alla gestione di una concessionaria. Nel frattempo Vittorio Jano gli offrì di guidare occasionalmente un'Alfa Romeo 6C 1750, con cui esordì al Gran Premio del Mugello deludendo le aspettative, anche a causa della scarsa conoscenza del tracciato e dell'auto. Poche settimane più tardi, però, era prevista una gara motociclistica sul Circuito del Lario, un'occasione notevole per procurarsi un contratto con qualche casa automobilistica di livello. A bordo della solita Bianchi Freccia Celeste, impose subito un ritmo forsennato e dopo quattro giri si era portato saldamente in testa. Nonostante gli inviti dei dirigenti della squadra a gestire il vantaggio, Nuvolari continuò su medie molto elevate e giunto al traguardo con ampio distacco su Varzi, secondo classificato, fu portato in trionfo. Questa vittoria gli fu utile per correre alcune gare con la Scuderia Materassi. Al Gran Premio di Monza, a bordo di una Talbot, fu secondo dietro a Varzi, mentre a Cremona fu costretto al ritiro.

### La consacrazione con l'Alfa Romeo
1930

Da sinistra: Nuvolari e Giovanni Battista Guidotti felici dopo la vittoria alla Mille Miglia 1930

La morte di Brilli-Peri nel marzo del 1930, a seguito di un incidente in prova al Gran Premio di Tripoli, aveva lasciato l'Alfa Romeo priva di uno dei suoi tre alfieri. Il direttore generale della casa Prospero Gianferrari decise di convocare Nuvolari, secondo lui adatto ad affiancare Varzi e Campari; dopo un breve colloquio il mantovano fu assunto. Poche settimane più tardi era prevista la Mille Miglia e gli affidarono una delle nuove 6C 1750. La gara fu caratterizzata da un lungo duello con Varzi che, dopo aver recuperato il distacco che aveva nella prima frazione, prese il comando a Terni, ma nel tratto tra Ancona e Bologna Nuvolari fu in grado di recuperare quasi sette minuti di ritardo. Dopo aver raggiunto il rivale a Vicenza, giunti nei pressi di Peschiera del Garda durante la notte, avvenne uno degli episodi più noti della sua carriera: per far credere a Varzi di essere stato vittima di un guasto, spense i fari e proseguì al buio, seguendo le luci di coda dell'avversario, salvo poi superarlo di sorpresa e vincere. L'episodio divise i sostenitori dei due piloti: i tifosi di Varzi sostenevano che Nuvolari non avesse rispettato gli ordini di scuderia, peraltro inesistenti.

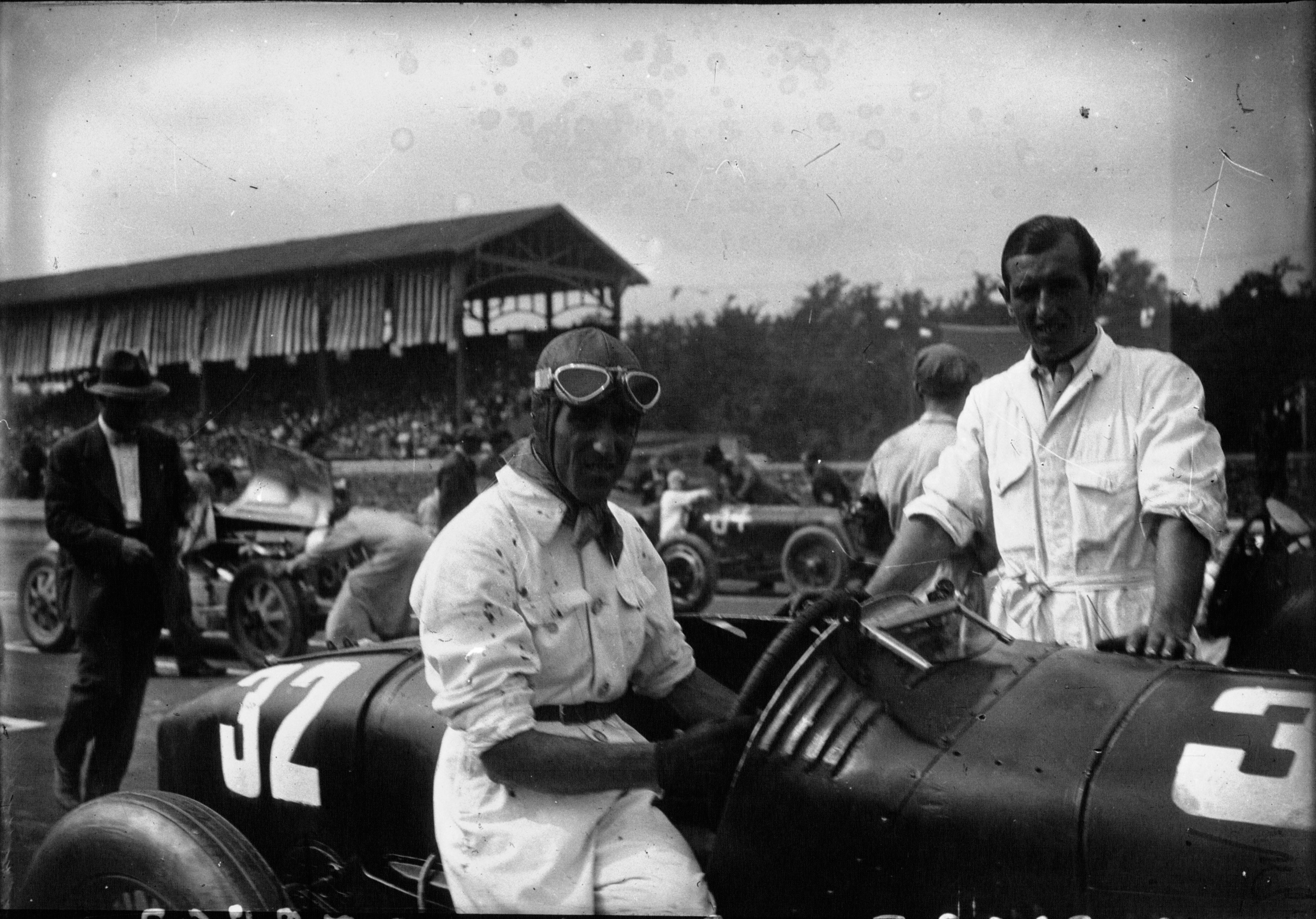
Nuvolari sulla griglia di partenza del Gran Premio di Monza, 7 settembre 1930

Un mese più tardi Varzi si prese la rivincita trionfando alla Targa Florio, mentre il mantovano fu solo quinto, attardato da un guaio a una balestra. Pochi giorni dopo fu contattato da Enzo Ferrari, che gli chiese di correre alcune gare per la sua neonata scuderia al volante di un'Alfa Romeo P2. Nuvolari accettò al volo l'offerta ed esordì nella corsa in salita Trieste-Opicina, ottenendo la prima di tre vittorie consecutive. Ad agosto conquistò poi il Tourist Trophy a Belfast davanti a Campari e Varzi, la sua prima affermazione in un Gran Premio internazionale, e fu elogiato dall'intera stampa inglese e dal pubblico. Nel frattempo aveva ripreso le corse in motocicletta, ma nonostante si fosse dimostrato ancora tra i più veloci, nell'ottobre dello stesso anno fece la sua ultima gara in moto sul Circuito del Tigullio, classificandosi quinto.
1931
Nel 1931, al circuito delle Tre Province, Nuvolari superò un passaggio a livello a velocità sostenuta, riportando la rottura della molla di richiamo dell'acceleratore della sua Alfa Romeo 1750 6 cilindri. Per proseguire la corsa, una gara a cronometro, Nuvolari guidò controllando sterzo, freno e frizione, mentre il meccanico Compagnoni regolava l'acceleratore, tramite la cintura dei pantaloni fatta passare attraverso il cofano. Con questa tecnica di guida, ai limiti del magico, Nuvolari vinse, superando un incredulo Enzo Ferrari di 32 secondi.
A bordo di un'Alfa Romeo 8C 2300, l'8 dicembre 1931 per la prima volta fu sconfitto, in una sfida auto-aereo, dal Caproni Ca.100 pilotato da Vittorio Suster nell'Aeroporto di Roma-Urbe.
1932

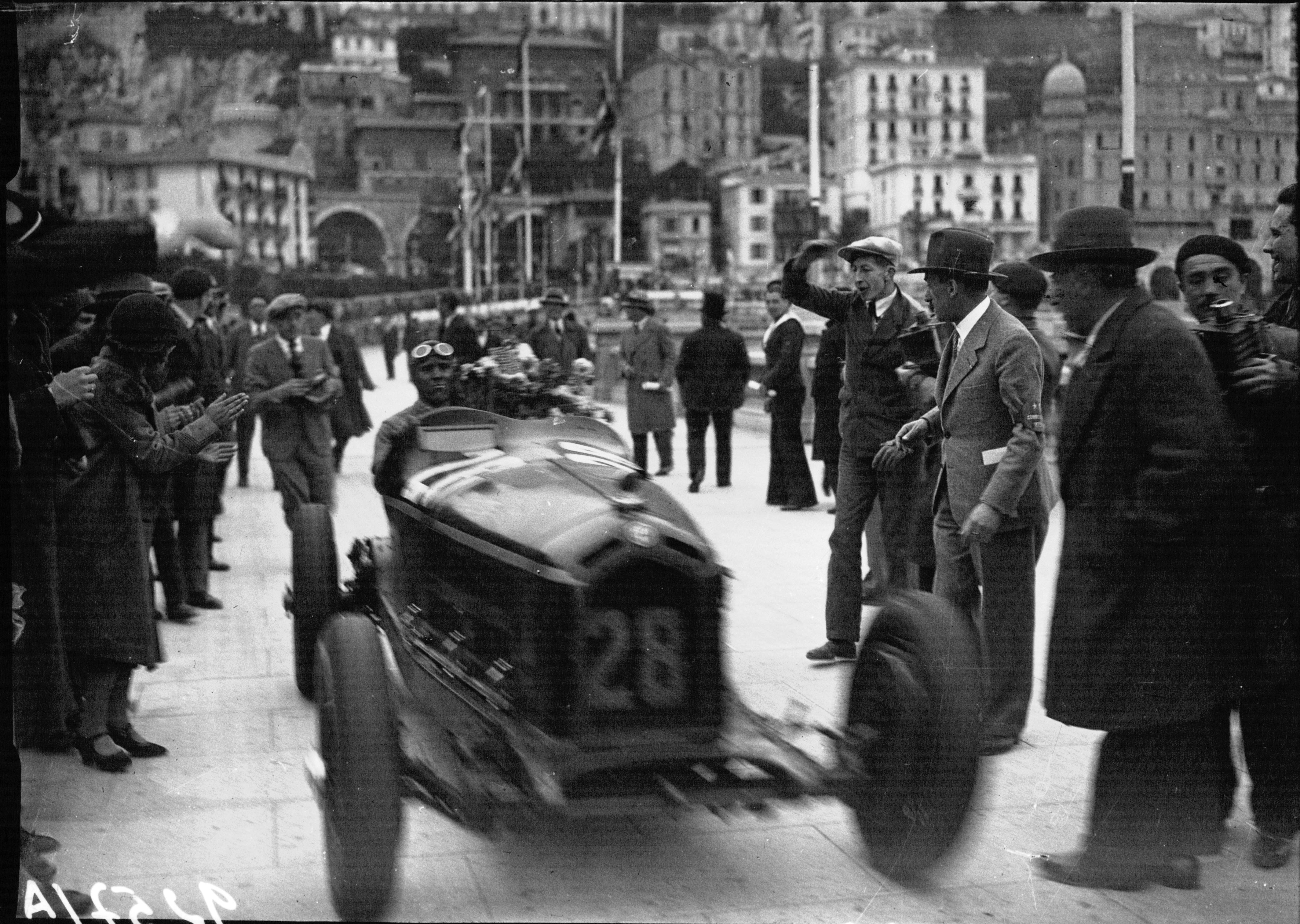
Il giro d'onore del vincitore Nuvolari su Alfa Romeo 8C 2300 "Monza" al termine del Gran Premio di Monaco, 17 aprile 1932

La sua fama crebbe ulteriormente e Gabriele D'Annunzio, alla fine dell'aprile 1932, lo invitò al Vittoriale per fargli dono di una piccola tartaruga d'oro con la dedica «all'uomo più veloce l'animale più lento», chiedendogli in cambio di vincere la Targa Florio che si sarebbe disputata dopo due settimane. Il pilota, stupito dell'ovvietà della richiesta, rispose: «Corro solo per questo». La tartaruga divenne il suo portafortuna e la fece cucire poi a destra sul petto nella divisa ufficiale.
Come promesso all'ovvio D'Annunzio, il successivo 8 maggio Nuvolari vinse sull'Alfa Romeo 8C-2300 della Scuderia Ferrari. Sempre nello stesso anno, vinse i Gran Premi di Monaco, di Francia e d'Italia. Nell'agosto del 1932 vinse inoltre la Coppa Acerbo nel circuito di Pescara.
Le sfortune personali (in pochi anni perse entrambi i figli diciottenni: il primogenito Giorgio per una miocardite e Alberto per una nefrite) resero il pubblico ancor più appassionato nei suoi confronti. La sua determinazione lo portò, proverbialmente, a insistere nelle gare anche quando l'auto perdeva pezzi, o era in fiamme, causando diversi incidenti.
1935

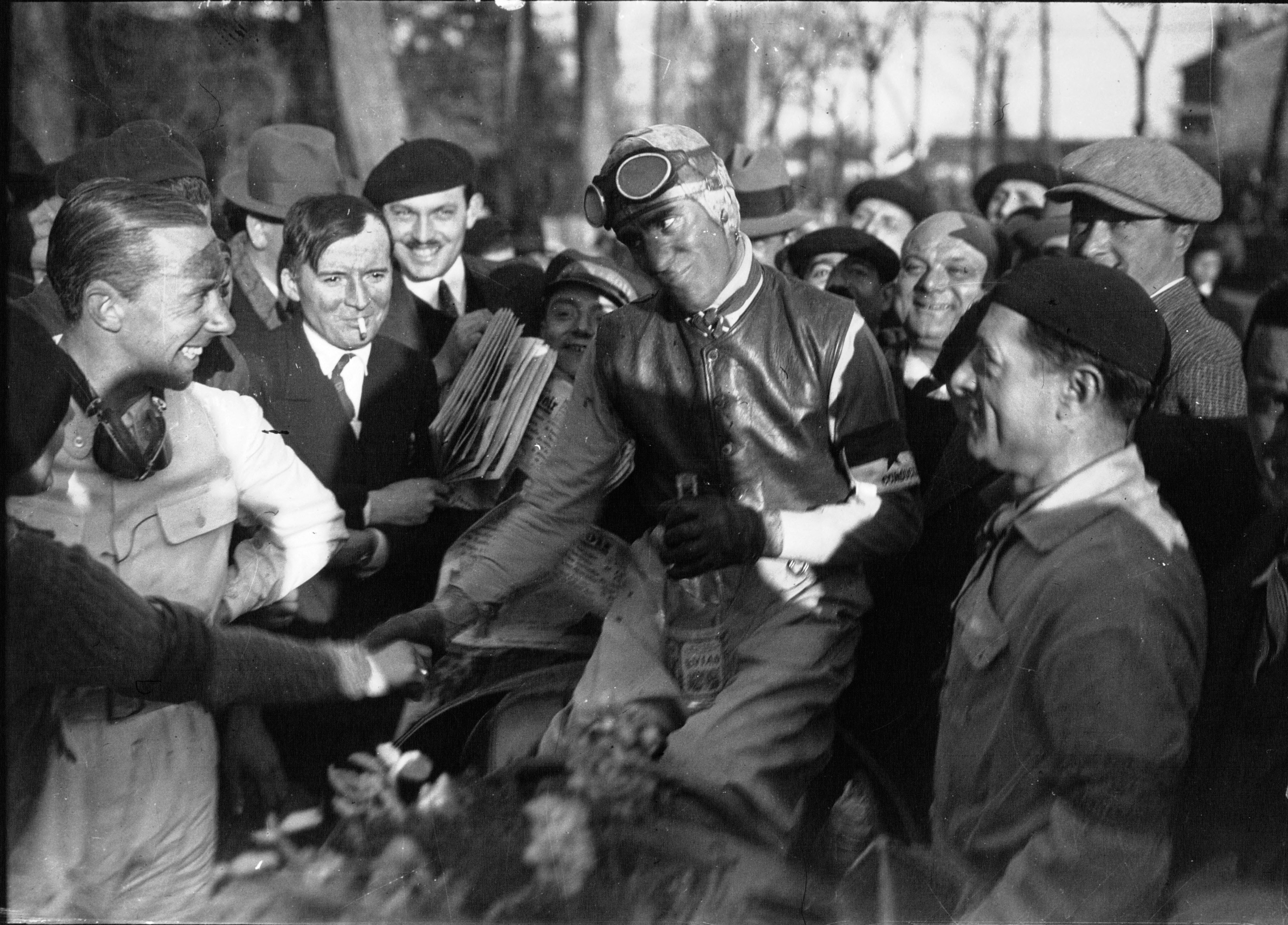
Nuvolari riceve i complimenti dopo la vittoria al Gran Premio di Pau, 24 aprile 1935

Nel 1935, durante il Gran Premio di Montecarlo corso sotto una pioggia battente, un pilota ruppe il circuito dell'olio della propria auto e inondò la pista in una doppia curva a S già scivolosa per l'acqua. I cinque corridori successivi, man mano che sopraggiungevano, persero aderenza e, scontrandosi tra loro o con le barriere, disseminarono quel punto della pista di rottami. Nuvolari, sopraggiunto per sesto, riuscì derapando in velocità a mantenere il controllo della sua vettura, percorrendo una particolare traiettoria che gli consentì di uscire dalla doppia curva schivando tutti i rottami con la precisione di alcuni centimetri.
Il 15 giugno 1935 tentò di battere sull'Autostrada Firenze-Mare (nel tratto del rettilineo di 8 km presso Altopascio), due primati europei di velocità utilizzando l'Alfa Romeo 16C Bimotore, creata da Enzo Ferrari per resistere alle Mercedes e Auto Union. La giornata scelta era poco felice poiché tirava vento; Nuvolari provò ugualmente a partire. Mentre la macchina viaggiava a circa 320 km/h, fu investita lateralmente da una forte raffica di vento che causò una spaventosa sbandata di oltre 200 metri. Il mantovano riuscì a controllare l'auto, che pesava 1300 kg ed era molto difficile da controllare già a 150 km/h. Tazio proseguì, neutralizzò un'altra analoga sbandata poco dopo, e stabilì due primati: percorso in 11 secondi e 50/100 il chilometro lanciato alla media di 321,420 km/h, e in 17 secondi e 98/100 il miglio lanciato con media di 323,125 km/h (con una punta, nell'ultimo tratto percorso, di oltre 360 km/h). «Non avevo mai affrontato un pericolo così tremendo, nemmeno il giorno in cui presi fuoco a Pau», dichiarò anni dopo.

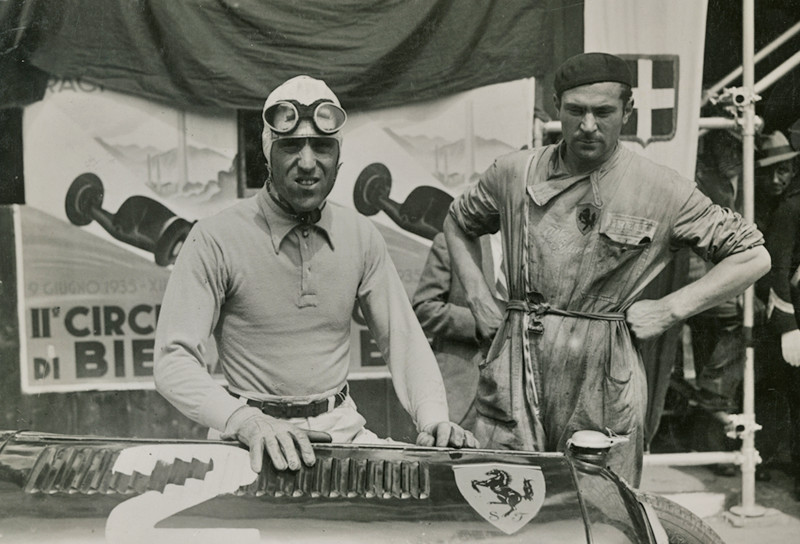
Da sinistra: Nuvolari e un meccanico della Scuderia Ferrari posano accanto all'Alfa Romeo Tipo B P3 "Sport" in occasione del vittorioso Circuito di Biella 1935

Nel Gran Premio di Germania, sulla pista di 22 km del Nürburgring Nordschleife, Nuvolari vinse su un'Alfa Romeo nettamente inferiore alle vetture tedesche in gara Mercedes Benz e Auto Union. Nuvolari vinse con una clamorosa rimonta dopo essere rimasto attardato per il rifornimento di benzina: ancora all'inizio dell'ultimo giro aveva un ritardo di 30 secondi dal primo. Questo successo imbestialì i gerarchi nazisti presenti, che si aspettavano una grande affermazione tedesca; Nuvolari, sicuro di una sua vittoria, aveva portato dall'Italia una bandiera tricolore nuova fiammante (aveva saputo che quella in dotazione agli organizzatori era logora), che fece issare sul pennone più alto durante la premiazione. Gli organizzatori, non trovando il disco con la Marcia reale (l'inno nazionale italiano dell'epoca), lo sostituirono con quello di 'O sole mio.

### Le corse nel dopoguerra

Torino, 3 settembre 1946, Coppa Andrea Brezzi. Nuvolari, su Cisitalia D46, conclude al 13º posto in 1h 25'57". Mentre taglia il traguardo sventola verso il pubblico il volante

Nel 1947, alla Mille Miglia, con la Cisitalia 202 Spyder Mille Miglia, da lui preferita alla versione coupé perché gli permetteva una migliore respirazione (aveva seri problemi ai polmoni), arrivò 2º dietro Clemente Biondetti dopo aver corso in testa quasi tutta la gara, soccombendo all'attacco del vincitore solo sul tratto autostradale (novità di quell'anno) Torino-Brescia, percorso sotto pioggia battente. Nello stesso anno, vinse però il I Gran Premio Città di Forlì, organizzato dalla Scuderia Arcangeli.
Nel 1948, a cinquantasei anni, a sorpresa Nuvolari prese ancora il via alle Mille Miglia con una Ferrari 166 SC: prima che problemi meccanici lo costringessero al ritiro, nel primo tratto di gara fece segnare il miglior tempo assoluto. Fece togliere prima il cofano motore per ovviare a una chiusura imperfetta, poi volò via un parafango, poi si ruppe il supporto del sedile del meccanico e infine, dopo una derapata troppo accentuata, si incrinò il supporto di una balestra ed Enzo Ferrari, dato che il pilota non intendeva far effettuare una riparazione per non perdere la testa della classifica, gli impose di fermarsi e di ritirarsi nei pressi di Ospizio, Reggio Emilia.

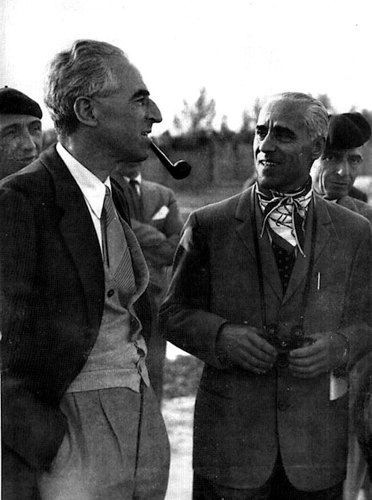
Nuvolari (a destra) insieme a Giovanni Canestrini nel 1950

Il 10 aprile 1950 Nuvolari partecipò alla gara in salita Palermo-Monte Pellegrino su Cisitalia 204A Abarth Spider Corsa della Squadra Carlo Abarth. Ottenne la vittoria nella classe fino 1100 cm³ Sport e il 5º posto assoluto. Furono l'ultima gara e l'ultima vittoria di Nuvolari.

### La morte
Nuvolari non annunciò mai formalmente il ritiro, ma la sua salute andava deteriorandosi e divenne sempre più solitario. Nel 1952 fu colpito da un ictus che lo lasciò parzialmente paralizzato, e morì l'anno dopo, l'11 agosto, per un altro ictus. I suoi funerali si tennero a Mantova il 13 agosto 1953; vi parteciparono tra le 25 000 e le 55 000 persone. Durante il lungo corteo funebre la bara di Nuvolari fu messa sul telaio di una macchina scortata da Alberto Ascari, Luigi Villoresi e Juan Manuel Fangio. Secondo le sue volontà, fu sepolto nel cimitero monumentale di Mantova, con gli abiti che indossava sempre scaramanticamente in corsa: il maglione giallo con il suo monogramma, i pantaloni azzurri e il gilè di pelle marrone. Al fianco il volante preferito.
Fu presente anche Enzo Ferrari, che dichiarò:
Sulla tomba di Nuvolari è inciso: «Correrai ancor più veloce per le vie del cielo». L'Alfa Romeo 8C-35 di Nuvolari fu venduta all'asta a oltre 7 milioni di euro durante il Goodwood Revival del 2013; ciò ne ha fatto l'Alfa Romeo più costosa della storia.

## Risultati
Attivo nel motociclismo dal 1920 al 1930, disputò complessivamente 124 gare ottenendo 40 vittorie assolute, 63 podi e 41 giri veloci. Nell'automobilismo, tra il 1921 e il 1950, partecipò a 227 gare vincendone 59, fece segnare 59 giri veloci e salì 113 volte sul podio.

### Riepilogo della carriera
| Motociclismo                                                             | Motociclismo | Motociclismo | Motociclismo | Motociclismo | Motociclismo | Motociclismo | Motociclismo | Motociclismo | Motociclismo | Motociclismo | Motociclismo | Motociclismo | Motociclismo | Motociclismo | Motociclismo | Motociclismo | Motociclismo | Motociclismo |
| Campionati                                                               | 1924         | 1925         | 1926         | 1927         | 1928         | 1929         | 1930         | 1931         | 1932         | 1933         | 1934         | 1935         | 1936         | 1937         | 1938         | 1939         | 1947         | 1948         |
| ------------------------------------------------------------------------ | ------------ | ------------ | ------------ | ------------ | ------------ | ------------ | ------------ | ------------ | ------------ | ------------ | ------------ | ------------ | ------------ | ------------ | ------------ | ------------ | ------------ | ------------ |
| Campionato europeo - Classe 350                                          |              | 1°           |              |              |              |              |              |              |              |              |              |              |              |              |              |              |              |              |
| Campionato italiano velocità - Classe 500                                | 1°           |              |              |              |              |              |              |              |              |              |              |              |              |              |              |              |              |              |
| Campionato italiano velocità - Classe 350                                |              |              | 1°           |              |              |              | 2°           |              |              |              |              |              |              |              |              |              |              |              |
| Automobilismo                                                            |              |              |              |              |              |              |              |              |              |              |              |              |              |              |              |              |              |              |
| Grandi Prove                                                             | 1924         | 1925         | 1926         | 1927         | 1928         | 1929         | 1930         | 1931         | 1932         | 1933         | 1934         | 1935         | 1936         | 1937         | 1938         | 1939         | 1947         | 1948         |
| Gran Premio del Belgio                                                   |              |              |              |              |              |              |              | 2°           |              | 1°           |              |              |              |              |              | Rit          |              |              |
| Gran Premio di Francia                                                   |              |              |              |              |              |              |              | 11°          | 1°           | Rit/Rit      | Rit          | Rit          |              |              |              | Rit          |              | 7°           |
| Gran Premio di Germania                                                  |              |              |              |              |              |              |              | 4°           | 2°           |              | 4°           | 1°           | Rit          | 4°           | Rit/4°       | Rit          |              |              |
| Gran Premio d'Italia                                                     |              |              |              |              | 3°           |              |              | 1°           | 1°           | 2°           | 5°           | Rit/2°       | 2°           | 7°           | 1°           |              |              |              |
| Gran Premio di Monaco                                                    |              |              |              |              |              |              |              |              | 1°           | SQ           | 5°           | Rit          | 4°           |              |              |              |              | Rit          |
| Gran Premio di Spagna                                                    |              |              |              |              |              |              |              |              |              | Rit          | 3°           | Rit          |              |              |              |              |              |              |
| Gran Premio di Svizzera                                                  |              |              |              |              |              |              |              |              |              |              | Rit          | 5°           | Rit          | 5°/7°        | 9°           | 5°           |              |              |
| Classiche di durata                                                      | 1924         | 1925         | 1926         | 1927         | 1928         | 1929         | 1930         | 1931         | 1932         | 1933         | 1934         | 1935         | 1936         | 1937         | 1938         | 1939         | 1947         | 1948         |
| Mille Miglia                                                             |              |              |              | 10°          | 13°          | 12°          | 1°           | 9°           | Rit          | 1°           | 2°           |              |              |              |              |              | 2°           | Rit          |
| 24 Ore di Le Mans                                                        |              |              |              |              |              |              |              |              |              | 1°           |              |              |              |              |              |              |              |              |
| Campionati                                                               | 1924         | 1925         | 1926         | 1927         | 1928         | 1929         | 1930         | 1931         | 1932         | 1933         | 1934         | 1935         | 1936         | 1937         | 1938         | 1939         | 1947         | 1948         |
| Campionato europeo di automobilismo                                      |              |              |              |              |              |              |              |              |              |              |              | 4°           | 3°           | 7°           | 5°           | 14°          |              |              |
| Campionato internazionale di automobilismo                               |              |              |              |              |              |              |              | 4°           | 1°           |              |              |              |              |              |              |              |              |              |
| Campionato italiano di velocità                                          |              |              |              | 2°           | 2°           |              | 2°           | 2°           | 1°           | 2°           | 3°           | 1°           | 1°           | 2°           |              |              |              |              |
| Legenda - Rit: ritirato. SQ: squalificato. Corsivo: giro veloce in gara. |              |              |              |              |              |              |              |              |              |              |              |              |              |              |              |              |              |              |

## Nella cultura di massa

Prima pagina della «Gazzetta dello Sport» dedicata al successo di Tazio Nuvolari nel Gran Premio d'Italia del 1938.

### Cinema
- Nel 1948 compare nella parte di sé stesso, in un piccolo cameo del film Totò al Giro d'Italia del regista Mario Mattoli.

### Fumetto
- Quel diavolo di Nuvolari (2008) è un fumetto, scritto da Davide Bregola e illustrato da Alessandro Sanna, che narra le gesta del pilota al vittorioso Gran Premio di Germania al Nürburgring del 1935, filo conduttore del racconto.

### Musica
- Secondo Casadei, fondatore dell'omonima famosa orchestra, scrisse negli anni 1930 insieme a Primo Lucchi una canzone, un ritmo allegro, dal titolo Nuvolari, dedicata al grande campione. Nel suo diario, Casadei racconta che si trovava insieme all'amico Lucchi ad aspettare la Mille Miglia, in attesa di vedere sfrecciare il pilota: a entrambi venne in mente un motivo, e, non avendo altro, misero giù note e testo sulla carta gialla che avvolgeva i loro panini.[senza fonte]
- Nuvolari è il titolo di una famosa canzone di Lucio Dalla, dall'album Automobili del 1976, dedicata al pilota, in cui fa anche riferimento all'incidente avvenuto nel 1926.
- Il Mantovano Volante è il titolo di una canzone del cantautore Sergio Bassi dedicata a Nuvolari, tratta dall'album Cavallo Pazzo del 2007.
- La canzone del Trio Lescano Arriva Tazio è dedicata al pilota.

### Televisione
- Nuvolari (2000-2017) era il nome di un canale televisivo italiano dedicato ai motori.

## Riconoscimenti
- Il museo di Tazio Nuvolari è stato ricostruito virtualmente in Second Life all'interno di Mantova SL[34], la prima città italiana ad avere una sua controparte fedele nel metaverso.
- Nel marzo 2011 a San Quirico d'Orcia è stata posta una statua in ricordo di Nuvolari, nel comune che ininterrottamente dal 1940 presenta il medesimo circuito per la rievocazione delle Mille Miglia, molte delle quali disputate dal pilota.
- Nel maggio 2015 una targa dedicata a Nuvolari è stata inserita nella Walk of Fame dello sport italiano al parco olimpico del Foro Italico a Roma, riservata agli sportivi italiani che si sono distinti in campo internazionale.[35][36]